# Neutretto
Neutretto ist die historische Bezeichnung für ein elektrisch neutrales Meson (damit war kein Meson im heutigen Sinne gemeint; als Mesonen wurden damals alle Teilchen mit einer Masse zwischen der eines Elektrons und eines Protons bezeichnet). Der Ausdruck wurde erstmals 1938 von Walter Heitler und Niels Arley (1911–1994) für das „neutrale Gegenstück des schweren Elektrons“ (Myons) vorgeschlagen, das als hypothetisches Teilchen in den Kaskadenzerfällen der kosmischen Strahlung vermutet wurde. 
Ab etwa 1960 war Neutretto eine Alternativbezeichnung für das Myon-Neutrino. Der Name entstand in Anlehnung an das schon länger bekannte Elektron-Neutrino, da sowohl -ino als auch -etto Verkleinerungsformen des Italienischen sind.
Im modernen Standardmodell der Elementarteilchen wird die Bezeichnung Neutretto nicht mehr verwendet.